# Sambuke

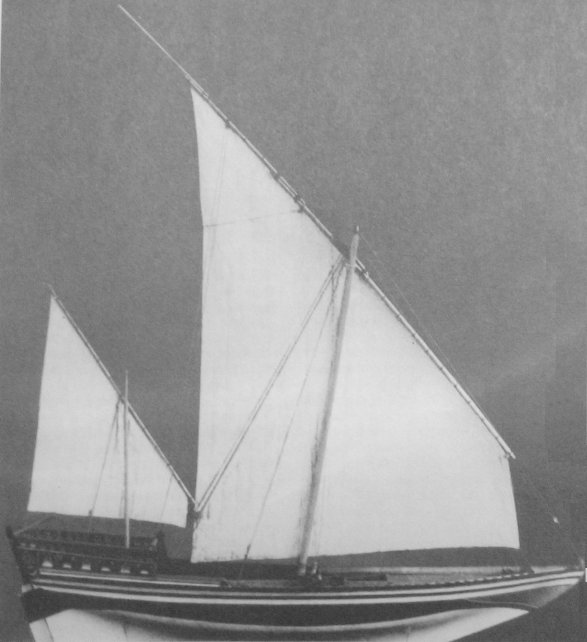
Sambuke (Modell)

Eine Sambuke, auch Sambuk, ist ein zweimastiges arabisches Segelschiff mit einer Tragfähigkeit zwischen 15 und 150 Tonnen und erinnert in seiner Bauweise an eine Karavelle. Sie ist das in der arabischen Welt am häufigsten vorkommende Segelschiff. In der Vergangenheit als Schiff für Perlentaucher genutzt, dient es nun zum Waren- und Passagiertransport.
Die aus mehreren Spieren zusammengesetzte Großrah ist an dem etwa 10° zum Bug gerichteten Großmast befestigt. Der Besanmast hat eine geringere Neigung achteraus.
Gesegelt wird die Sambuke vor allem an der ostafrikanischen, arabischen und indischen Küste.
Ähnliche arabische Schiffe, jedoch anderer Größenordnung waren Bagalla, Pattamar und Ghanja.